# Enterotoxine
Een enterotoxine is een virulentiefactor die vrijkomt als het organisme groeit, en dit op de dunne darm inwerkt. Dit leidt meestal tot massieve secretie van water en opgeloste stoffen. Onder andere cholera wordt hierdoor veroorzaakt.
Sommige pathogene (ziekteverwekkende) bacteriën produceren virulentiefactoren, extracellulaire proteïnen die helpen bij het in stand houden van de ziekte.